# Sheriff (conglomérat)
Sheriff (en russe : Шериф) est un conglomérat basé dans la region séparatiste moldave de Transnistrie.
Créé en 1993 par Viktor Gushan et Ilya Kazmaly, anciens membres des services secrets russes, Sheriff s'est développé pour noyauter presque toutes les formes d'entreprises privées rentables dans la région séparatiste, et s'est même impliqué de manière significative dans la politique et le sport,, certains commentateurs affirmant que les loyalistes de l'entreprise occupent la plupart des principaux postes gouvernementaux sur le territoire.
En 2015, il est allégué qu'environ un tiers du budget transnistrien a été versé à des entreprises appartenant à Sheriff.

## Filiales
Sheriff possède une chaîne de stations-service, une chaîne de supermarchés, une chaîne de télévision, une maison d'édition, une entreprise de construction, un concessionnaire Mercedes-Benz, une agence de publicité, une fabrique de spiritueux, deux fabriques de pain et un réseau de téléphonie mobile.
L'entreprise contrôle le seul opérateur télécoms de la Transnistrie, les stations-service, le BTP, le textile, les hôtels, les banques, une part importante de l'élevage et dispose du monopole sur les boissons alcoolisées et le tabac. Elle est largement exonérée de droits de douane. 20 % des habitants de la Transnistrie travaillent pour le groupe.
Il est actionnaire majoritaire du FC Sheriff Tiraspol et le complexe sportif Sheriff.
Le groupe exporte des produits textiles et sidérurgiques, ainsi que du caviar.
Selon RISE Moldova, un média d'investigation, Sheriff représenterait un tiers du budget de la Transnistrie.

## Ingérence dans la politique transnistrienne et corruption
En raison des politiques gouvernementales transnistriennes qui ont isolé la région du reste de la Moldavie, Sheriff détient un monopole dans plusieurs industries de la région séparatiste. Dans les premières années, cela a également conduit à la corruption entre le gouvernement d'Igor Smirnov et le conglomérat. L'entreprise soutiendrait la politique du gouvernement transnistrien et en retour, le service des douanes, qui était dirigé par le fils du président, Vladimir Smirnov, a accordé à Sheriff une réduction exceptionnelle des taxes et des droits d'importation et serait également un partenaire silencieux majeur parmi les dirigeants de l'entreprise. Certaines sources médiatiques ont également affirmé qu'Oleg Smirnov, un autre fils d'Igor Smirnov, faisait partie de la direction de la société Sheriff, bien que ces affirmations n'aient jamais été directement prouvées et après 2006, la direction de Sheriff s'est publiquement opposée à la politique de Smirnov.
Sheriff a financé la campagne électorale de Vadim Krasnosselski, le président de la république autoproclamée.
La presse russe a dévoilé que l'entreprise a payé sept millions de dollars d'impôts entre 2006 et 2011, alors que cette somme aurait normalement dû être proche d'un milliard de dollars.

## Identité visuelle
Le logo de l'entreprise est une étoile à cinq branches de shérif américain.